# Ruagea raimondii
Ruagea raimondii là một loài thực vật có hoa trong họ Meliaceae. Loài này được Harms miêu tả khoa học đầu tiên năm 1932.